# Blauzungen-Lauch
Der Blauzungen-Lauch (Allium karataviense) ist eine Pflanzenart aus der Gattung Lauch (Allium) in der Unterfamilie der Lauchgewächse (Allioideae) innerhalb der Pflanzenfamilie der Amaryllisgewächse (Amaryllidaceae). Er ist in Zentralasien verbreitet und wird häufig als Zierpflanze verwendet.

## Beschreibung

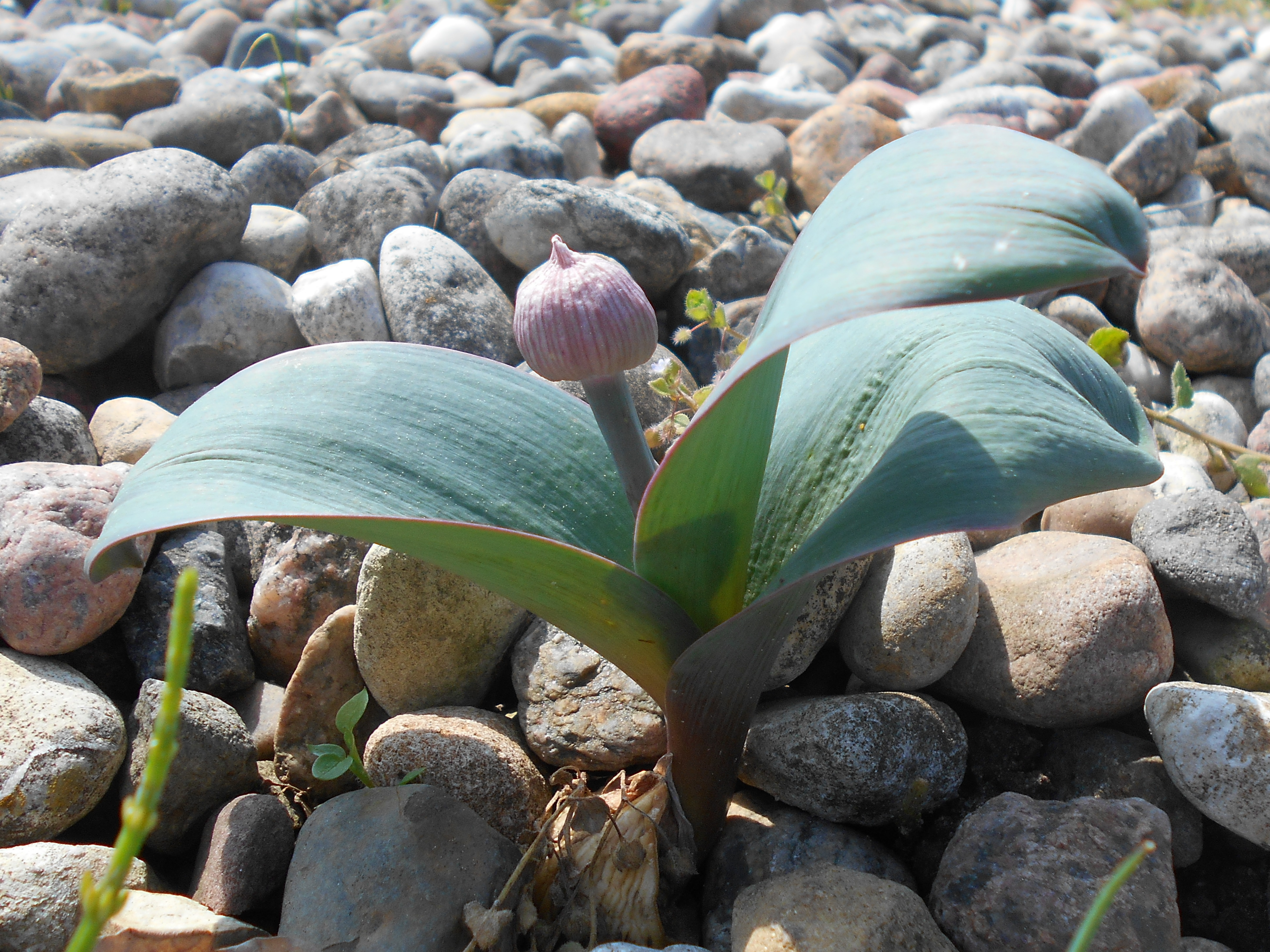
Drei Laubblätter mit noch verhülltem Blütenstand

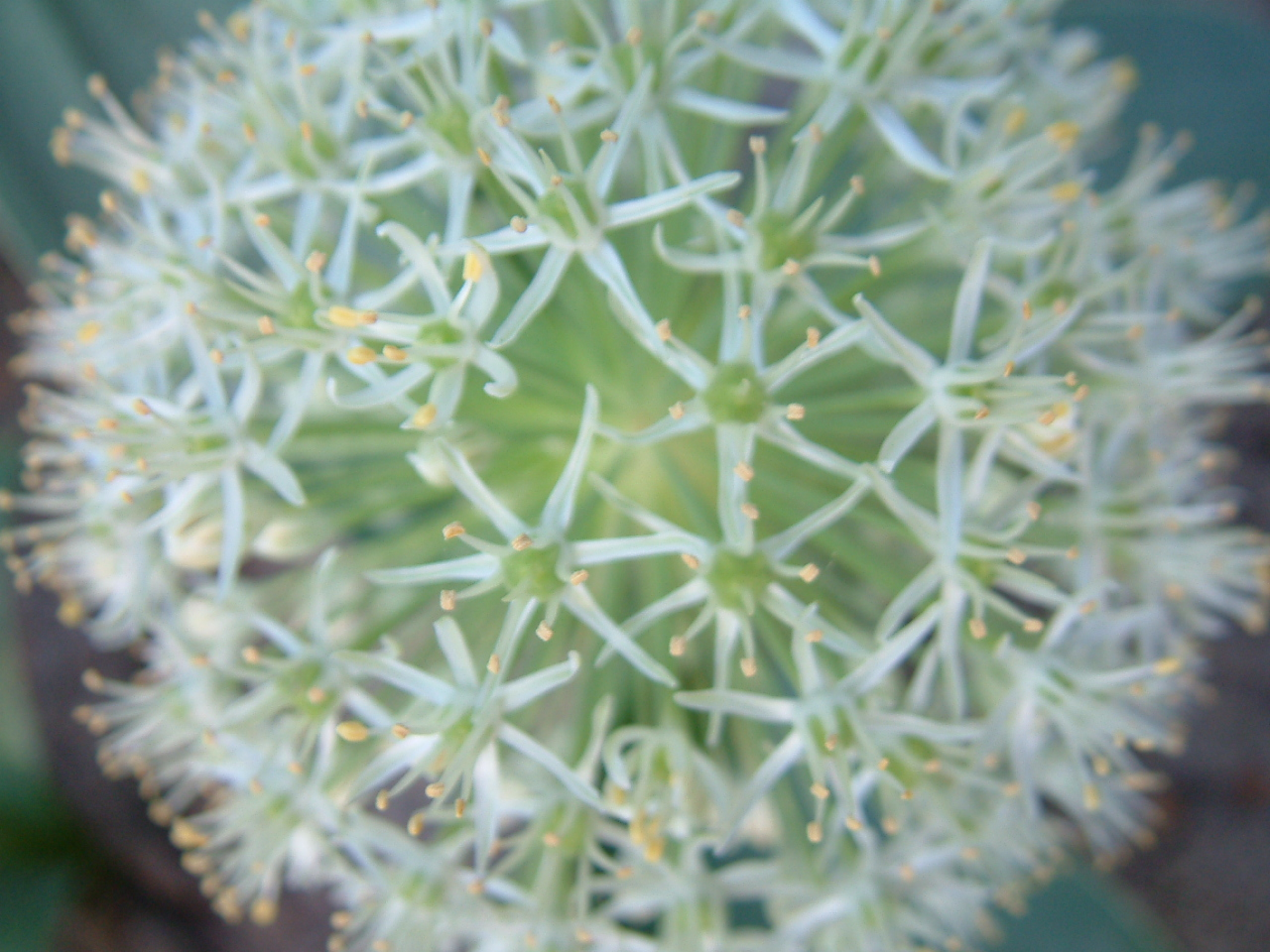
Weißblühende Sorte

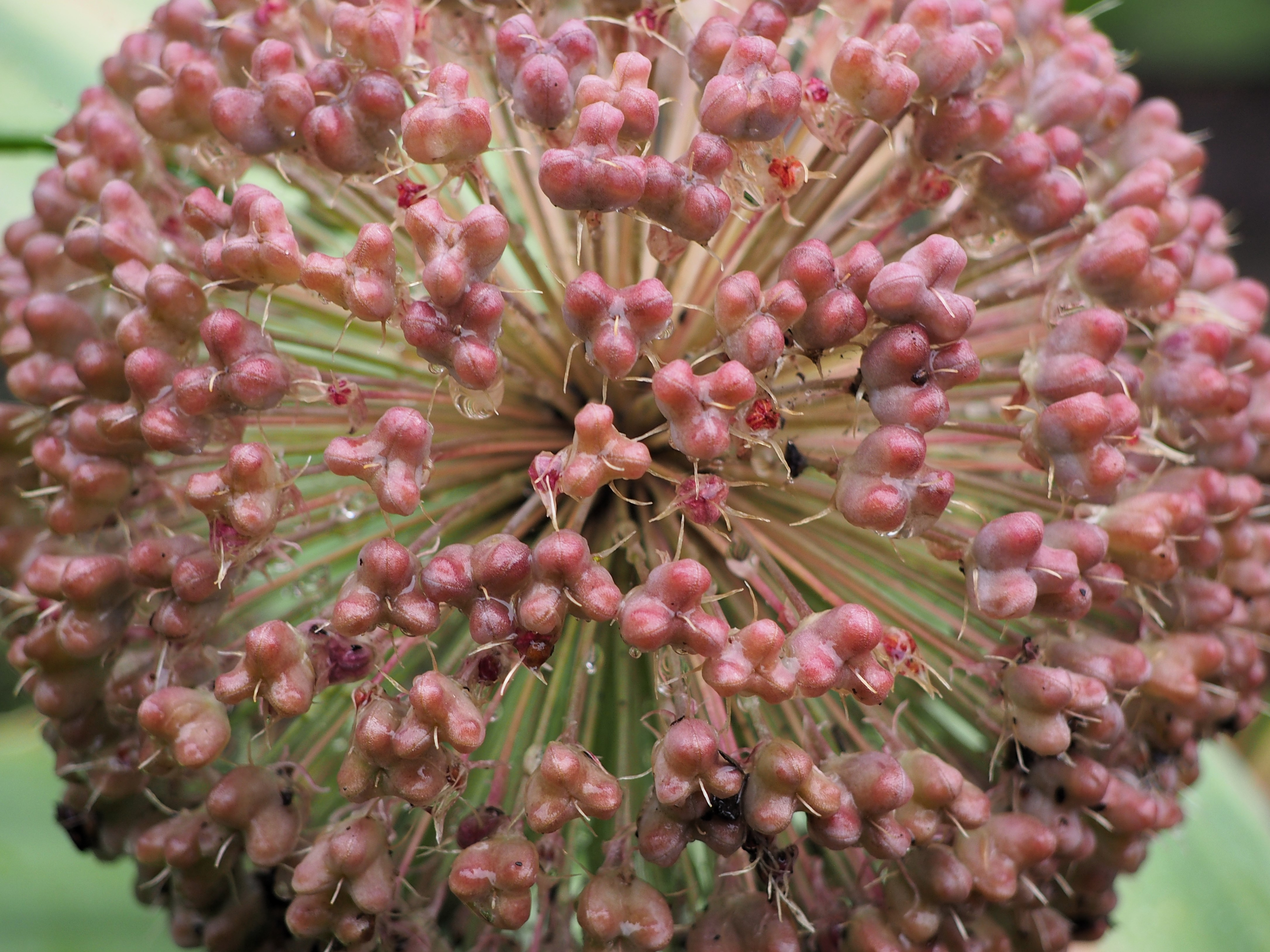
Fruchtstand

### Vegetative Merkmale
Der Blauzungen-Lauch ist eine ausdauernde krautige Pflanze, die Wuchshöhen von 10 bis 25 Zentimeter erreicht. Die 2 bis 6 Zentimeter breite, rundlich abgeflachte Zwiebel ist von einer schwärzlichen oder grauen, membranartigen Hülle umgeben. Die zwei bis drei grundständigen, mattgrünen bis blaugrünen oder graupurpurnen Laubblätter sind breit zungenförmig, bis 6 Zentimeter breit und mit einer Länge von 15 bis 23 Zentimeter länger als der oberirdische Teil des Stängels, dessen untere Hälfte oft im Boden bleibt.

### Generative Merkmale
Die Blütezeit reicht von April bis Mai. Der aufrechte, 10 bis 25 Zentimeter hohe Stängel trägt einen großen, bis 15 Zentimeter breiten, dichten, fast kugelförmigen, doldigen Blütenstand mit 2 bis 3 purpur-braunen Doldenhüllblättern und 50 oder mehr, sternförmigen, silbrig-rosa, weißlich-grauen oder rötlich bis purpurroten Einzelblüten mit dunklen Mitteladern.
Die grünen Blütenstiele sind steif, kräftig und etwa 2,5 Zentimeter lang. Die weißen Staubblätter mit gelben, länglichen Staubbeuteln sind länger als die Blütenhüllblätter, die sich bald zurückbiegen, verdrehen und absterben. Die drei Fruchtblätter sind zu einem oberständigen, anfangs grünen, später fleischfarbenen Fruchtknoten verwachsen und bilden eine dreiteilige Kapselfrucht. Der auffällige Fruchtstand bleibt bis zum Sommer erhalten.

### Chromosomensatz
Die Chromosomengrundzahl beträgt x = 9; es tritt Diploidie mit einer Chromosomenzahl von 2n = 18 auf.

## Vorkommen
Der Blauzungen-Lauch ist in den Bergregionen der zentralasiatischen Länder Kasachstan, Usbekistan, Kirgisistan, Tadschikistan und Afghanistan verbreitet. Er besiedelt lockere Kalkgeröllhänge.

## Systematik
Die Erstveröffentlichung von Allium karataviense erfolgte 1875 durch Eduard August von Regel in Trudy Imperatorskago S.-Peterburgskago botanicheskago sada, Band 3, Teil 2, S. 243. Das Artepithetum karataviense bedeutet „aus dem Qaratau stammend“, einem Gebirge in Kasachstan. Die Art gehört zur Sektion Miniprason R.M.Fritsch innerhalb der Untergattung Melanocrommyum (Webb & Berth.) Rouy in der Gattung Allium L. Synonyme von Allium karataviense sind Allium cabulicum Baker und Allium singulifolium Rech.f.

## Verwendung
Der Blauzungen-Lauch wird spätestens seit Ende des 19. Jahrhunderts als Zierpflanze kultiviert und eignet sich gut für alpine Gärten, Steingärten, Kiesgärten und niedrige Steppenpflanzungen. Attraktiv ist die Kombination mit niedrigen bis mittelhohen Ziergräsern und graulaubigen Stauden oder die Verwendung in offenen, vegetationsarmen Schotterbeeten. Die breiten, blaugrünen Blätter mit feinem rötlichen Rand gelten schon im Austrieb als attraktiv; die Blüten- und Fruchtstände können in Trockensträußen verwendet werden.
Der Blauzungen-Lauch gilt als sehr winterhart bis −34 °C (Zone 4), reagiert etwas empfindlich auf Winternässe, gilt aber dennoch als gut kultivierbar und bevorzugt einen warmen, sonnigen Standort auf humusarmen, gut durchlässigen Böden. Aufgrund seiner Winterhärte eignet sich der Blauzungen-Lauch besonders für den ganzjährigen Freilandanbau in Töpfen und Steintrögen.
Neben der Art sind einige Sorten im Handel. Die Sorte ‘Ivory Queen’ hat graugrüne Blätter und weiße Blüten, ‘Red Globe’ hat dunkelrote Blüten. ‘Globus’ ist eine hell-rosa blühende, bis 50 Zentimeter hohe Hybride mit Allium stipitatum Regel. Ähnlich, aber mit intensiver rosa-roten Blütenbällen ist die Art Allium nevskianum Vved. ex Wendelbo, die manchmal als Allium karataviense ‘Red Giant’ angeboten wird.